# Favières, Eure-et-Loir

Favières este o comună în departamentul Eure-et-Loir, Franța. În 1 ianuarie 2022 avea o populație de 625 de locuitori.